# اولیک (شخصیت کمیک)
اولیک یک شخصیت تخیلی در کتاب‌های کامیک مارول کامیکس می‌باشد. این کاراکتر به وسیلهٔ استن لی و جک کربی خلق شده و در ثور شمارهٔ ۱۳۷ام (فوریه ۱۹۶۷) برای اولین بار معرفی شد.
از این شخصیت در چندین محصول مارول از جمله انیمشین، بازی رایانه‌ای و آرکید، سریال تلویزیونی، اسباب بازی و کارت بازی استفاده شده است.